# ایستورا گلورا بونگ کارنو
مجموعه ورزشی ایستورا گلورا بونگ کارنو (اندونزیایی: Istana Olahraga Gelora Bung Karno) یک سالن ورزشی در شهر جاکارتا، اندونزی است.
این مجموعه ورزشی که در سال ۱۹۶۱ تأسیس شده دارای ۷٬۱۱۰ نفر ظرفیت می‌باشد.

## نگارخانه

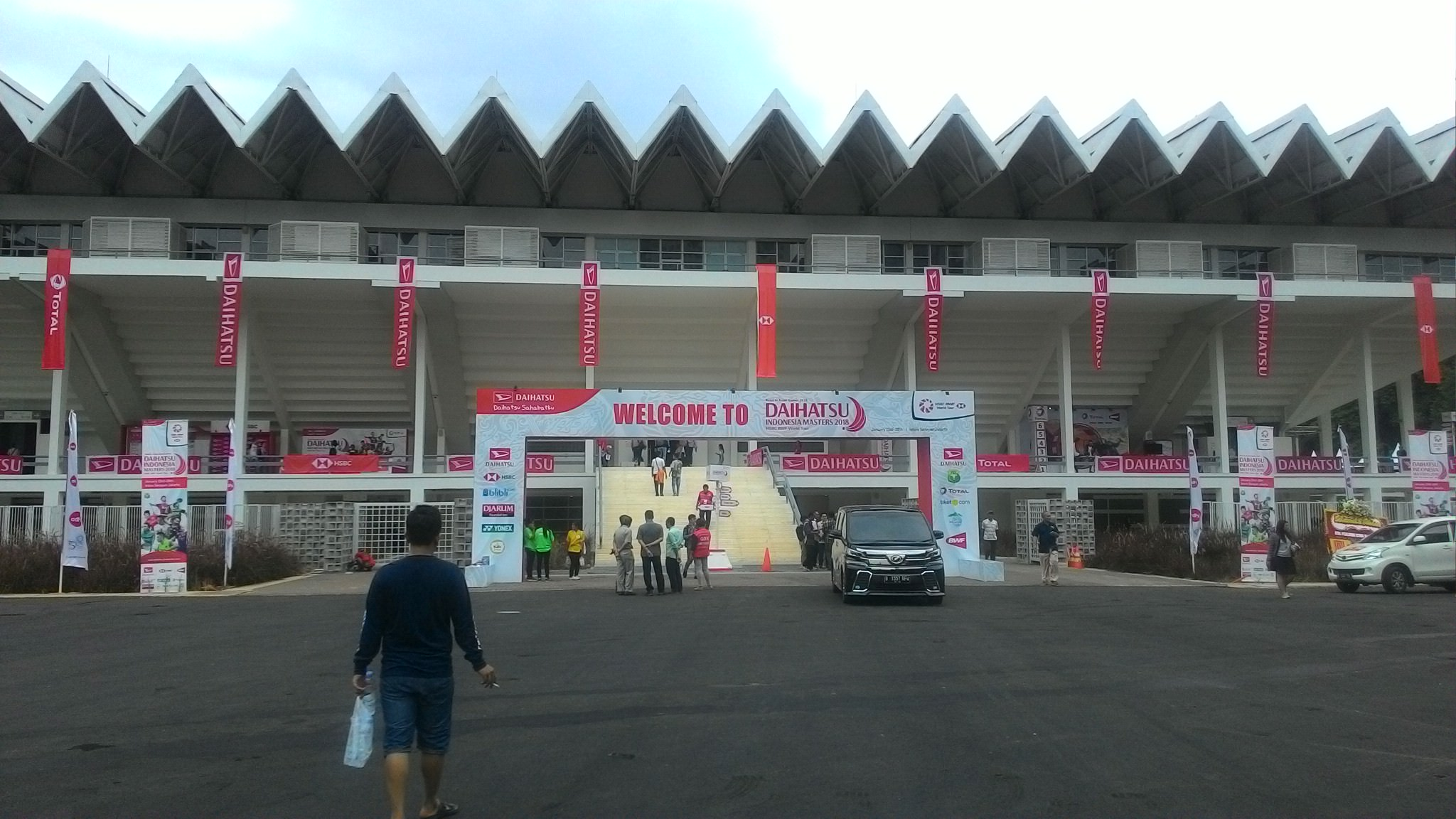
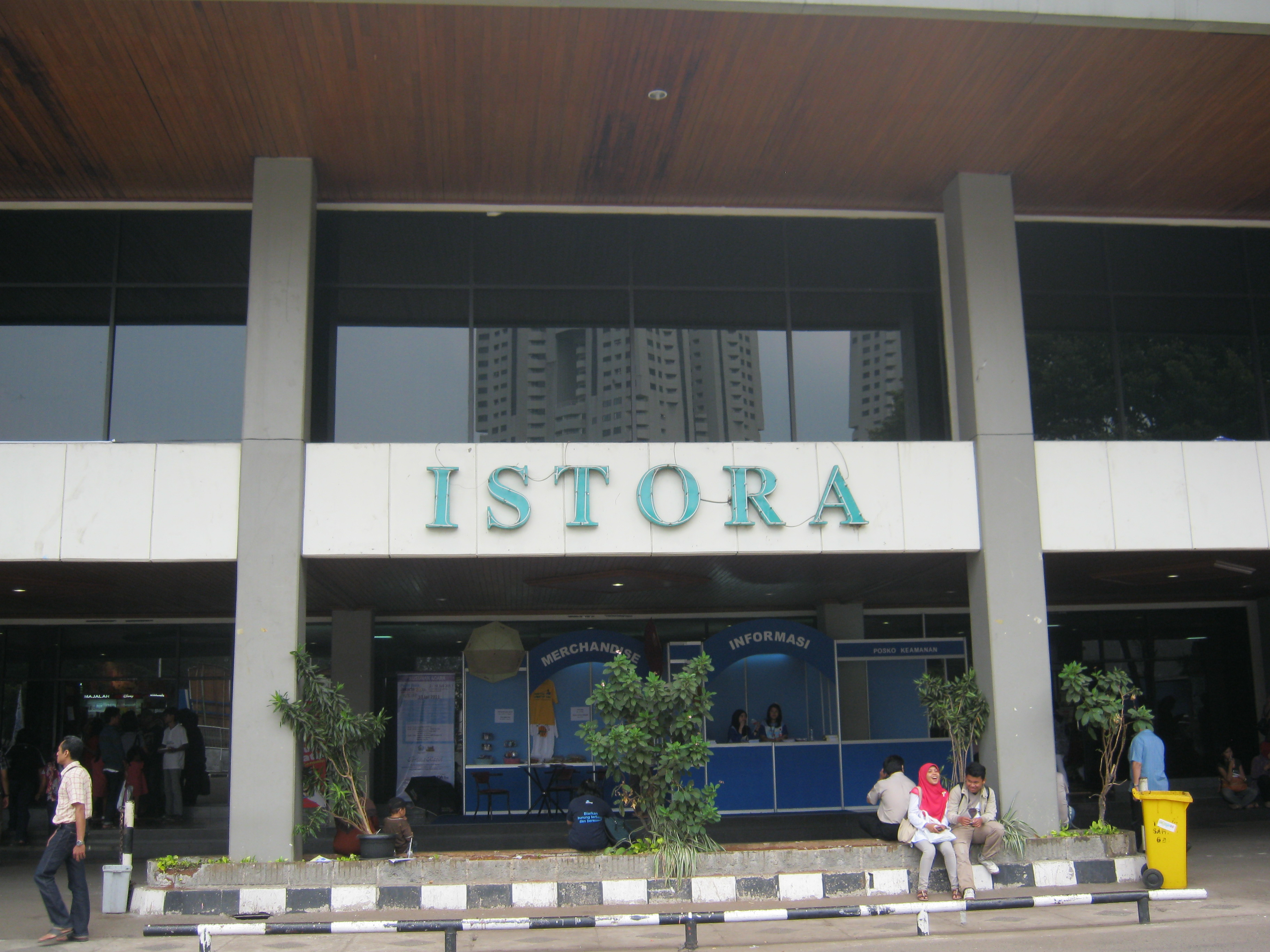